# Xispia
Xispia é um gênero da família Hesperiidae.